# استوارباله
استوارباله (Eusthenopteron) سرده‌ای از ماهیان گوشتی‌باله پیش از تاریخ بود که به خاطر نسبت نزدیکی که با چهاراندامان دارد اهمیت پیدا کرده‌است. در آغاز این‌طور پنداشته می‌شد که استوارباله از نخستین جاندارانی بود که پس از تشکیل جو به خشکی‌های زمین آمد اما دیرین‌شناسان هم‌اینک بر این توافق دارند که استوارباله کاملاً آب‌زی بوده‌است. با این حال استوارباله ویژگی‌های زیاد مشترکی با جانوران خشکی داشت.
اسکلت استوارباله نشانه‌های روشنی از خویشاوندیش با ماهی‌ها و مهره‌داران خشکی‌زی دارد. این ماهی از آخرین اعضای سه‌ردیف‌بالگان بود؛ خانواده‌ای منقرض‌شده از ماهی‌های نرم‌باله‌ای. رد استخوان‌های کوچک قاعده‌ی باله‌های صدری و پهلویی استوارباله را می‌توان در استخوان‌های -حالا بسیار بزرگ‌شده‌ی- اندام‌های پیشین و پسین چهاراندامان ابتدایی مثل ماهی‌تاق دید.
ساختار مهره‌ها و جمجمه -مخصوصاً بخش خیشومی آن- هم این ماهی را به چهاراندامان شبیه می‌کند. مدت‌ها پیش از ابداع فنون مدرن اسکن و تحلیل رایانه‌ای، جزئیات جمجمه‌ی استوارباله به‌روشی پرزحمت‌تر بررسی شده بودند. [در این روش] سنگواره‌ی جمجمه را میلی‌متر به میلی‌متر می‌ساییدند و در هر مرحله چند عکس از آن می‌گرفتند. بعد، با استفاده از توالی این عکس‌ها، شبیه‌ساخت‌هایی مومی از هر لایه‌ی نازک جمجمه می‌ساختند. در این فرایند، خود سنگواره نابود می‌شد،اما مدل مومی کاملی به‌دست می‌آمد که به دانشمندان امکان می‌داد درون و بیرون جمجمه ماهی را مطالعه کنند.
تصور می‌شود استوارباله شکارچی کمین‌گیری بوده که لا‌به‌لای گیاهان آب‌زی پنهان می‌شده‌است تا به شکاری که از آنجا می‌گذشته حمله کند، درست مثل اردک‌ماهی امروزی. این ماهی هم، مثل استخوان‌پولک و هولوپتیکیوس، لولایی در بالای جمجمه‌اش داشت که در گرفتن شکار سودمند بود. نام استوارباله بر باله‌های نیرومند و محکم این ماهی دلالت می‌کند. ‌‌‌‌‌
سرده استوارباله از روی چند سنگواره مربوط به دوونین پسین، یعنی حدود ۳۸۵ میلیون سال پیش، شناخته شده است. در حدود دو هزار نمونه از سنگواره‌های استوارباله‌ها در آب‌های نوول در کبک کانادا یافت شده‌است.